# Inéz (Musikerin)

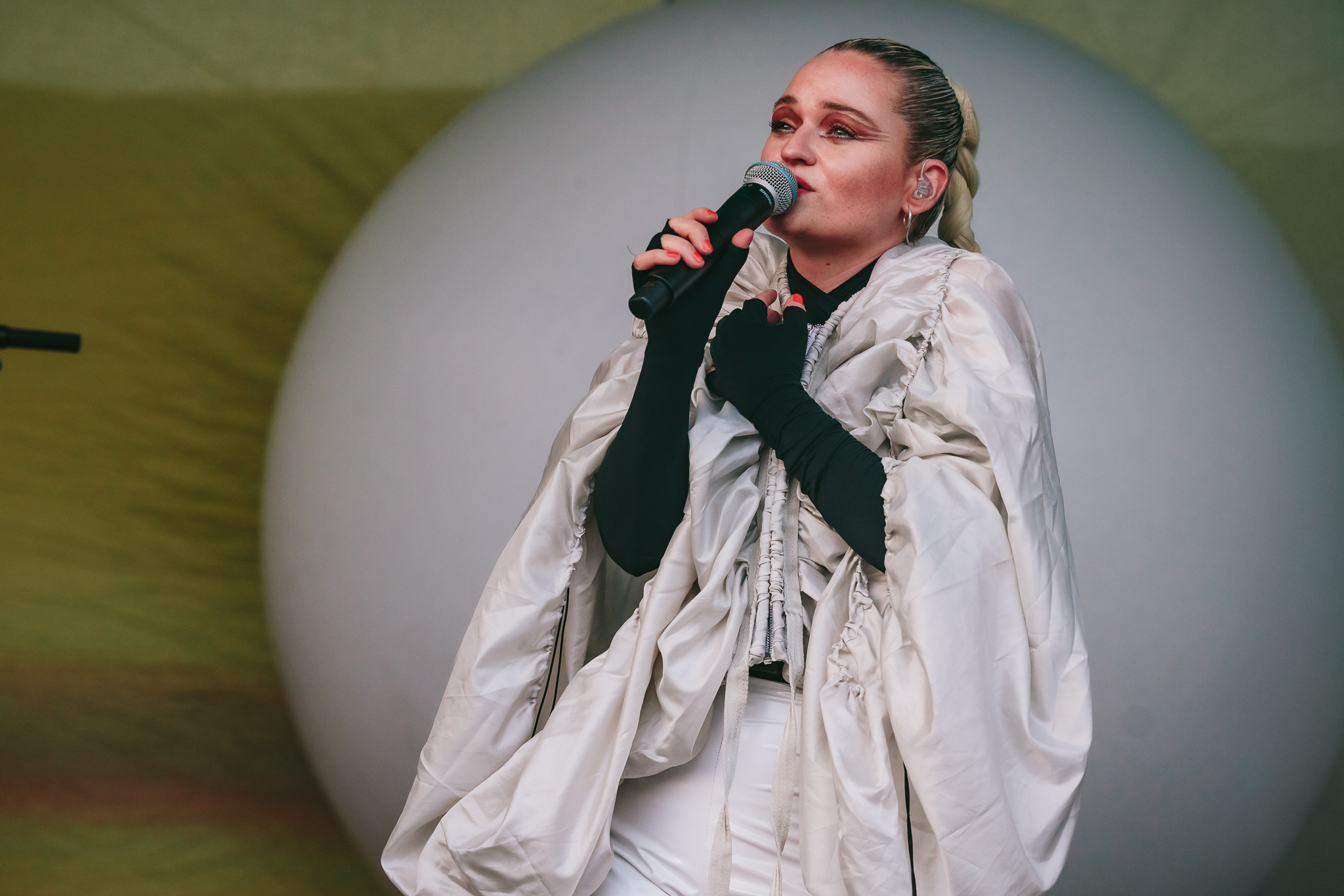
Inez Schaefer mit Ätna live 2022

Inéz, bürgerlich Inéz Schaefer (* 15. Juni 1990 in Saarbrücken), ist eine deutsche Sängerin. Sie wurde als Feature-Sängerin von Peter Fox, Solomun und Marteria, sowie durch die Zusammenarbeit mit Demian Kappenstein als Duo Ätna bekannt.

## Leben

### Ausbildung
Inéz Schaefer wuchs in Saarbrücken auf. Daneben hat sie schweizerische, jüdische und niederländische Wurzeln. Schon früh begann sie sich für Musik zu interessieren und nahm Gesangs- und Klavierunterricht. Nach dem Abitur studierte sie Jazzgesang an der Hochschule für Musik Carl Maria von Weber Dresden. Vorher absolvierte sie ein Vorstudium und diverse Workshops an der Offenen Jazz Haus Schule in Köln. 2011 gewann sie den Hauptpreis „New Voices“ des nationalen Pop- und Jazzvokalwettbewerbs.
Nach ihrem Abschluss unterrichtete sie an der Hochschule für Musik Carl Maria von Weber Dresden und an der Popakademie in Mannheim.

### Nach dem Studium
2020 übernahm die Jazzsängerin zusammen mit Sebastian Studnitzky und Julien Quentin die künstlerische Leitung des Saarbrücker Jazzfestivals Resonanzen. Inéz Schaefer ist als Gastsängerin unter anderem auf Songs von Marteria, Seeed, Dendemann und Woods of Birnam vertreten.
2022 war Inéz Schaefer als Featuregast unter ihrem Künstlernamen Inéz auf der Single Zukunft Pink von Peter Fox vertreten. Sein Comeback-Lied als Solokünstler nach längerer Pause wurde zum Nummer-eins-Hit in den deutschen Singlecharts.
Im Rahmen der Zusammenarbeit mit Marteria trat sie gemeinsam mit ihm am 29. Oktober 2021 im ZDF Magazin Royale auf.

### Mit Ätna
Während des Studiums lernte sie Demian Kappenstein kennen. Die beiden arbeiteten zunächst in einem größeren Projekt zusammen, gründeten 2016 schließlich das gemeinsame Electronica/Independent-Duo Ätna. Dieses hat bislang drei Alben aufgenommen, gewann den Anchor Award.

### Weitere Aktivitäten
Inéz wirkt als Sängerin bei der Inszenierung Noch Wach? nach dem gleichnamigen Roman von Benjamin von Stuckrad-Barre am Thalia Theater in Hamburg mit.
Inéz ist Botschafterin der Keychange-Kampagne, einer Initiative, die sich für die Gleichstellung der Geschlechter in der Musikindustrie einsetzt.

## Diskografie

### Gastbeiträge
- 2017: Astray von Komfortrauschen
- 2018: Champion Sound von Casper & Marteria (Chorgesang)
- 2019: Geld von Seeed (Additional Vocals)
- 2019: Drauf und dran von Dendemann (Additional Vocals)
- 2020: How to Hear a Painting (Album) von Woods of Birnam (Gastgesang auf drei Songs)
- 2021: Love, Peace & Happiness von Marteria
- 2021: Niemand bringt Marten um von Marteria (Chorgesang)
- 2021: Tuk Tuk und Prospect von Solomun
- 2021: Shh und Atlanta von Alli Neumann (Backing Vocals)
- 2021: Praliné und Underwater von Fuchy
- 2022: Zukunft Pink von Peter Fox
- 2025: Original Flow von Fortella
- 2025: light years von John Summit
- 2025: Tu Dime Cuando von DJ Koze feat. Sofia Kourtesis, Ada (Additional Songwriting)
- 2025: Chiggy Chiggy von Malugi

## Auszeichnungen
- 1Live Krone
  - 2022: in der Kategorie Bester Song (Zukunft Pink)[11]

## Auszeichnungen für Musikverkäufe
Anmerkung: Auszeichnungen in Ländern aus den Charttabellen bzw. Chartboxen sind in ebendiesen zu finden.
| Land/RegionAuszeichnungen für Musikverkäufe (Land/Region, Auszeichnungen, Verkäufe, Quellen) | Gold  | Platin     | Verkäufe | Quellen           |
| -------------------------------------------------------------------------------------------- | ----- | ---------- | -------- | ----------------- |
| Deutschland (BVMI)                                                                           | Gold1 | Platin1    | 900.000  | musikindustrie.de |
| Österreich (IFPI)                                                                            | —     | 2× Platin2 | 60.000   | ifpi.at           |
| Schweiz (IFPI)                                                                               | —     | Platin1    | 20.000   | ifpi.at           |
| Insgesamt                                                                                    | Gold1 | 4× Platin4 |          |                   |